# ضغط خلفي

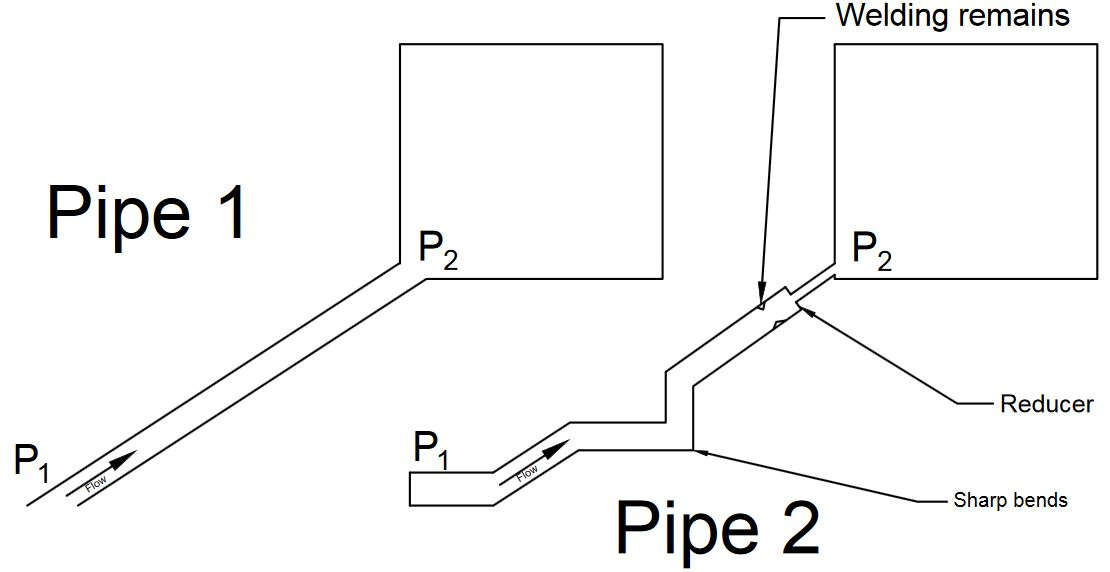
ضغط خلفي

يشير الضغط الخلفي إلى الضغط الذي يعترض سريان الغازات مثل الخارجة من الأنابيب. هذا غالبا يحدث لوجود عوائق أو انحناءات ضيقة عند مخرج الأنبوب بسبب وجود مقاومة بين جزيئات الغاز نفسها، فإن الضغط الخلفي هو ضغط مضلل حيث أن السريان يكون في نفس الإتجاه ولكن السريان يكون قد انخفض بسبب المقاومة.

## الضغط الخلفى في عادم السيارات (محرك رباعى الأشواط)
الضغط الخلفى الناتج من عادم السيارات لمحرك رباعى أشواط له تأثير سلبى علىكفاءة المحرك مما ينتج عنه انخفاض القدرة الخارجة والتي يتم تعويضها بزيادة استهلاك الوقود.

## الضغط الخلفى في عادم المحرك ثنائى الأشواط
الموقف هنا أكثر تعقيدا بسبب الحاجة إلى منع خليط الوقود والهواء الغير محترق من المرور خلال الإسطوانات إلى العادم. أثناء مرحلة خروج العادم فإن الضغط الخلفى يكون غير مرغوب به أكثر من المحرك رباعى الأشواط وذلك بسبب الوقت القصير المتاح للعادم وانخفاض قوة الدفع من المكبس لإجبار العادم للخروج من الأسطوانة. ولكن لان مخرج العادم يظل مفتوح لفترة فإنه من الممكن هروب جزأ من الخليط الغير محترق والذي يتبع العادم الخارج مما يرفع من درجة التلوث واستهلاك الوقود وهذا يمكن التغلب عليه إذا كان الضغط الخارج أكبر من الموجود بالأسطوانة.
هذه المتطلبات يمكن التوفيق بينها عن طريق تصميم أنبوب العادم في شكل مخروطى متباعد ومتقارب لخلق موجة ضغط مضادة تكون عند خرج العادم. مخرج العادم يفتح طالما هناك ضغط داخل الاسطوانة الذي يقود العادم للمخرج. 

## الضغط الخلفى في تقنية المعلومات
يستخدم هذا التعبير في تكنولوجيا المعلومات لوصف بناء البيانات إذا كان الصوان (المعلوماتية) غير قادر على استقبال أي بيانات أخرى. جهاز النقل يوقف البيانات المنقولة حتى يكون هناك مساحة فارغة لاستقبالها.